# GIMP
GIMP (siglas en inglés de GNU Image Manipulation Program) es un programa de edición de imágenes digitales en forma de mapa de bits, tanto dibujos como fotografías. Es un programa libre y gratuito. Forma parte del proyecto GNU y está disponible bajo la Licencia pública general de GNU y GNU Lesser General Public License
Es el programa de manipulación de gráficos disponible en más sistemas operativos (Unix, GNU/Linux, FreeBSD, Solaris, Microsoft Windows y macOS, entre otros).
La interfaz de GIMP está disponible en varios idiomas, entre ellos: español, inglés (el idioma original), catalán, gallego, euskera, alemán, francés, italiano, ruso, sueco, noruego, coreano y neerlandés.
GIMP tiene herramientas que se utilizan para el retoque y edición de imágenes, dibujo de formas libres, cambiar el tamaño, recortar, hacer fotomontajes, convertir a diferentes formatos de imagen, y otras tareas más especializadas. Se pueden también crear imágenes animadas en formato GIF e imágenes animadas en formato MPEG usando un plugin de animación.
Los desarrolladores y encargados de mantener GIMP se esfuerzan en mantener y desarrollar una aplicación gráfica de software libre, de alta calidad para la edición y creación de imágenes originales, de fotografías, de íconos, de elementos gráficos tanto de páginas web como de elementos artísticos de interfaz de usuario.

## Historia
Los iniciadores del desarrollo de GIMP en 1995 fueron los estudiantes Spencer Kimball y Peter Mattis como un ejercicio semestral en la Universidad de Berkeley en el club informático de estudiantes. La primera versión de GIMP se desarrolló inicialmente en sistemas Unix y fue pensada especialmente para GNU/Linux como una herramienta libre para trabajar con imágenes.
Las siglas de GIMP significaban inicialmente «General Image Manipulation Program» («Programa general para manipulación de imágenes»), pero en 1997 se cambió al significado «GNU Image Manipulation Program» («Programa de manipulación de imágenes de GNU»). GIMP forma parte oficial del Proyecto GNU.
GIMP sirve para procesar gráficos y fotografías digitales. Los usos típicos incluyen la creación de gráficos y logos, el cambio de tamaño, recorte y modificación de fotografías digitales, la modificación de imágenes, la combinación y alteración de colores usando un paradigma de capas, la eliminación o alteración de elementos no deseados en imágenes o la conversión entre distintos formatos de imágenes. También se puede utilizar el GIMP para crear imágenes animadas sencillas, la manipulación de vectores, y en edición avanzada de vídeo.
GIMP es también conocido por ser quizás la primera gran aplicación libre para usuarios no profesionales o expertos. Productos libres originados anteriormente, como GCC, el núcleo Linux, etc., eran principalmente herramientas de programadores para programadores. GIMP es considerado por algunos como una demostración fehaciente de que el proceso de desarrollo de software libre puede crear aplicaciones que los usuarios comunes pueden usar de manera productiva. De esta forma, Gimp abrió camino a otros proyectos como KDE, GNOME, Mozilla Firefox, OpenOffice.org y otras aplicaciones posteriores.

### Wilber

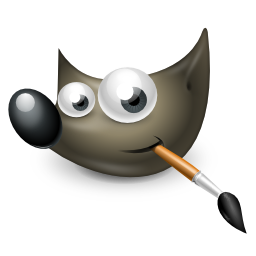
Wilber, la mascota de Gimp.

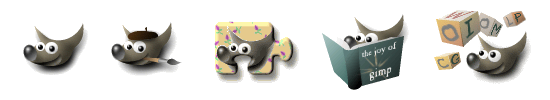
Wilber (Mascota de GIMP)

Wilber es la mascota oficial del proyecto GIMP. Fue creado el 25 de septiembre de 1997 por Tuomas Kuosmanen, más conocido como tigert. Hay otros desarrolladores de GIMP que han contribuido con accesorios adicionales. Imágenes de esta mascota pueden encontrarse en el "Wilber Construction Kit", incluido en el código fuente de GIMP dentro del archivo Wilber. Wilber fue dibujado usando GIMP.

## Características
GIMP es un programa de manipulación de imágenes que ha ido evolucionando notablemente a lo largo del tiempo. Ha ido soportando formatos adicionales, sus herramientas son más potentes, y además es capaz de funcionar con extensiones o plugins y scripts. Desde hace mucho tiempo se puede usar también con tabletas digitalizadoras.
GIMP utiliza GTK como biblioteca de controles gráficos. En realidad, GTK era simplemente al principio una parte de GIMP, originada al reemplazar la biblioteca comercial Motif usada inicialmente en las primeras versiones de GIMP. GIMP y GTK fueron originalmente diseñados para el sistema gráfico X Window ejecutado sobre sistemas operativos tipo Unix. GTK ha sido portado posteriormente a Microsoft Windows, OS/2, macOS y SkyOS.
GIMP permite el tratamiento de imágenes en capas, para poder modificar cada objeto de la imagen en forma totalmente independiente a los demás elementos en otras capas de la imagen. También pueden subirse o bajarse de nivel las capas, en una pila, para facilitar el trabajo de la imagen. Cada capa tiene su propia visibilidad y grado de transparencia y, además, hay una larga serie de maneras de combinar las relaciones entre capas. La imagen final puede guardarse en el formato original de GIMP que soporta capas, o en muchos formatos planos sin capas, como puede ser png, bmp, jpg, GIF, PDF, etc.
Con GIMP es posible producir también imágenes de manera totalmente no interactiva automatizada (por ejemplo, generar al vuelo imágenes para una página web usando scripts o guiones CGI) y también realizar un procesamiento por lotes que cambie el color o convierta series de imágenes. Para tareas automatizables más simples, probablemente sea más rápido utilizar un paquete como ImageMagick.
El nombre de GIMP en español se forma con las iniciales de Programa de Manipulación de Imágenes de GNU, leídas de atrás para adelante.

### Formatos soportados
GIMP lee y escribe la mayoría de los formatos de ficheros gráficos, entre ellos; JPG, GIF, PNG, PCX, TIFF, bmp, pix y también la mayoría de los psd (de Photoshop) además de poseer su propio formato abierto de almacenamiento de ficheros, el XCF. Es capaz también de importar y exportar ficheros en pdf y postcript (ps). También importa imágenes vectoriales en formato SVG creadas, por ejemplo, con Inkscape. Gimp también escribe y lee imágenes en formato ora (formato OpenRaster, formato binario abierto), lo que permite transferir gráficos fácilmente por ejemplo con Krita, otro programa de edición de gráficos de código abierto.

Gimp posee capas, canales, caminos que permiten combinar imágenes de muchas maneras diferentes, y distintos tipos de pinceles, lápices, aerosol, etc. al igual que Photoshop.

### Herramientas

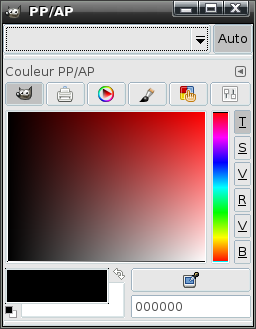
Una de las maneras de seleccionar colores en Gimp.

GIMP cuenta con muchas herramientas, entre las que se encuentran las siguientes;
- Herramientas de selección (rectangular, esférica, manual (lasso), varita mágica, por color, por inversión, yuxtaposición, adición, eliminación),
- Tijeras inteligentes.
- Herramientas de pintado como: pincel, brocha, aerógrafo, relleno, texturas, degradados, etc.
- Conjunto extensible de formas de pinceles para ser utilizados con las herramientas anteriores.
- Herramientas de modificación de escala, de inclinación, de deformación, de rotación
- herramientas de clonado plano, de clonado en perspectiva y brocha de curado (para corregir pequeños defectos).
- Herramienta de creación y manipulación de texto.
- Creación y edición de degradados de colores.
- Modificación de los colores por niveles, posterización, modificación del brillo, contraste, tono, saturación, inversión, alteraciones de la gama de colores, descomposición en canales, desaturación, etc.
- Posee también muchas herramientas o filtros para la manipulación de los colores y el aspecto de las imágenes, como enfoque y desenfoque, eliminación o adición de manchas, sombras, mapeado de colores, etc.
- También posee un menú con un catálogo de efectos y tratamientos (filtros) de las imágenes.
- Asistentes para la creación rápida de botones, logos y otras imágenes simples a partir de elementos preestablecidos.
- Creación, edición y manipulación de máscaras específicas de una capa.
- Creación, edición y manipulación de rutas.
- Medición y cálculo simple de longitudes y ángulos.
- Menú para deshacer todas las manipulaciones realizadas en una sesión (salvo algunas irreversibles), para corregir errores o hacer pruebas.

### Macros
Además de un uso interactivo, GIMP permite también la automatización de muchos procesos mediante macros o secuencias de comandos. Para ello incluye un lenguaje llamado Scheme para este propósito. También permite el uso para estas tareas de otros lenguajes como Perl, Python, Tcl y (experimentalmente) Ruby. De esta manera, es posible escribir secuencias de operaciones y plugins para GIMP que pueden ser después utilizados repetidamente.

### Pluginso extensiones
Los plugins de GIMP pueden pedir al usuario que introduzca parámetros en las operaciones, ser interactivos, o no. Hay un extenso catálogo de plugins oficiales y también existen otros creados por usuarios que complementan en maneras específicas las funciones de GIMP. Estos plugins son comparables a las extensiones de otros programas, como las del navegador Mozilla Firefox o de Libreoffice.
Algunos de los plugins se van incorporando a las nuevas versiones de gimp formando parte del propio programa, una vez que pasan las pruebas necesarias de estabilidad y usabilidad.

## Versiones
GIMP fue desarrollado inicialmente para sistemas GNU/Linux, y desde muy al principio de su desarrollo fue portado a los sistemas operativos Windows y Mac OS. Sus versiones más recientes están disponibles para estos y para muchos otros sistemas operativos.

### Rama 0.x
En enero de 1996 Spencer Kimball y Peter Mattis publicaron la versión 0.54, que ya soportaba la ampliación por plugins que permitían diseñar todo tipo de efectos, filtros y herramientas adicionales. En la versión 0.60 se mejoró la gestión de la memoria, mientras Peter Mattis desarrollaba el toolkit libre GDK/GTK.
El 26 de febrero de 1997 se publicó la versión 0.99, y en junio de 1997 la versión 0.99.10

### Rama 1.x
La versión 1.0 de GIMP se publicó el 5 de junio de 1998.
La versión 1.2 se publicó en enero de 2001, incluye herramientas de medidas, un nuevo visor de imágenes, etc.
La versión 1.2.5 se publicó en agosto de 2003.

### Rama 2.x

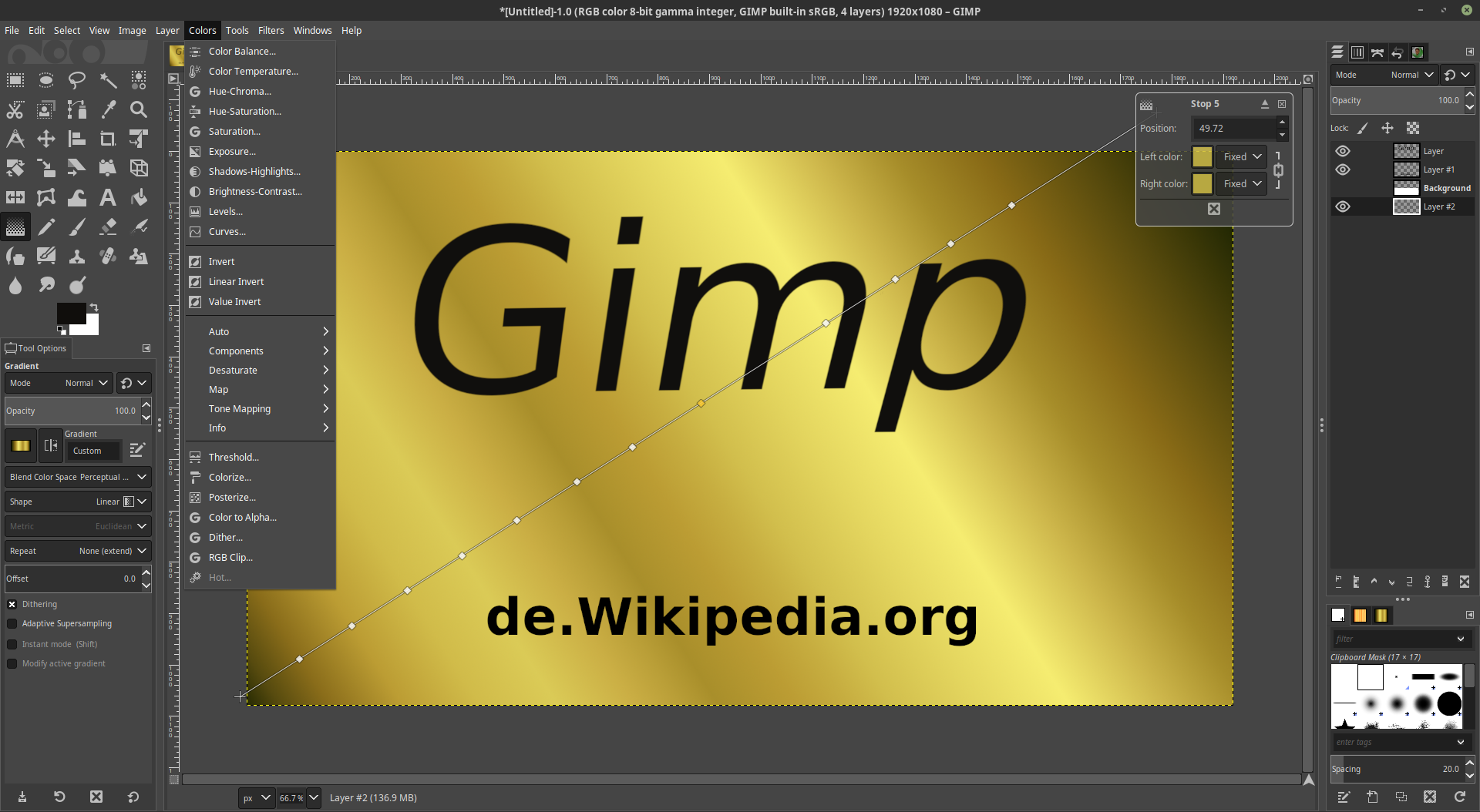
Gimp 2.10 con el menú colores desplegado mostrando las nuevas opciones y mostrando también las nuevas características de la herramienta gradient, que reemplaza y mejora a la antigua blend.

En marzo de 2004 se publicó GIMP 2.0.0, donde se puede apreciar el cambio al toolkit GTK 2.x.
La versión 2.4 se publicó en mayo de 2008 y los cambios más importantes con respecto a la versión 2.2 incluyen una interfaz retocada más pulida, una separación mayor entre la interfaz de usuario y el back-end, mejoras en muchas de las herramientas como las de selección, y algunas nuevas como el clonado en perspectiva.
La versión de GIMP 2.6 se publicó en octubre de 2008.
La versión de GIMP 2.8 se publicó en mayo de 2012. La versión 2.8.0 incluye la posibilidad de tener una única ventana global que contiene todas las ventanas de imágenes, herramientas, pinceles, opciones de herramientas, etc.(a la manera de Photoshop), y también otras nuevas características como la posibilidad de agrupar capas en carpetas, el poder escribir directamente texto sobre la imagen en lugar de sobre una subventana intermedia, una nueva herramienta para clonado tridimensional ("jaula"), nuevos juegos de pinceles y parámetros predefinidos tomados de Gimp Paint Studio, selectores de parámetros de herramientas mediante deslizadores y también tecleando valores numéricos, y otras muchas mejoras, correcciones de errores y algunas otras modificaciones.
La versión de Gimp 2.10 se publicó en 2018. Incorpora 6 años de mejoras. Por ejemplo la nueva herramienta de transformación universal, que combina en una sola varias de las existentes, una mejor herramienta de gestión del color, mejoras en la precisión del color (hasta 32 bits con coma flotante), mejoras en la vista previa de los resultados de los filtros, antes de ejecutarlos, sobre la propia área de trabajo o lienzo, nuevos pinceles adicionales (provenientes de My Paint), diez modos nuevos adicionales de combinación de las capas, mejoras en el control de la herramienta gradiente, nuevas herramientas (como por ejemplo Handle), gestión de la resolución de las imágenes y las capas, nuevos temas de la presentación del interfaz de usuario, nuevos iconos opcionales, entre otras muchas. La versión disponible en octubre de 2019 es la 2.10.12, en la cual se han incluido más mejoras (por ejemplo la gestión del modo CMYK) y se han corregido errores. Hay versión de la ayuda en español para complementar la instalación y también se puede visualizar la ayuda en línea. El manual de gimp 2.10 en español también está disponible en https://docs.gimp.org/2.10/es/.
El formato de ficheros xcf propio de gimp ha sido modificado en la versión 2.10 y, por tanto, ficheros grabados en 2.10 no pueden ser leídos por Gimp 2.8. El menú de grabado de ficheros de Gimp 2.10 proporciona la alternativa de grabar ficheros en formato legible por Gimp 2.8.
Con la evolución de la versión 2.8 a la 2.10 algunos de los muchos plugins no funcionan en esta última versión. Para los usuarios de plugins específicos esto puede representar una dificultad. Hay también plugins de la versión 2.8 que continúan funcionando en la 2.10. Funcionan por ejemplo plugins populares como G'mic, o darktable. Con el paso del tiempo, es probable que los plugins que no funcionen en 2.10 se adapten a esta versión e incorporen GEGL y BABL.

### Rama 3.x
Desde octubre de 2019 los desarrolladores están trabajando en las versiones de desarrollo para la versión 3. La versión de desarrollo en este momento es la 2.99.1. Para la versión 3.0 se planea acabar de pasar GIMP totalmente a la biblioteca gráfica GEGL.

## Derivaciones

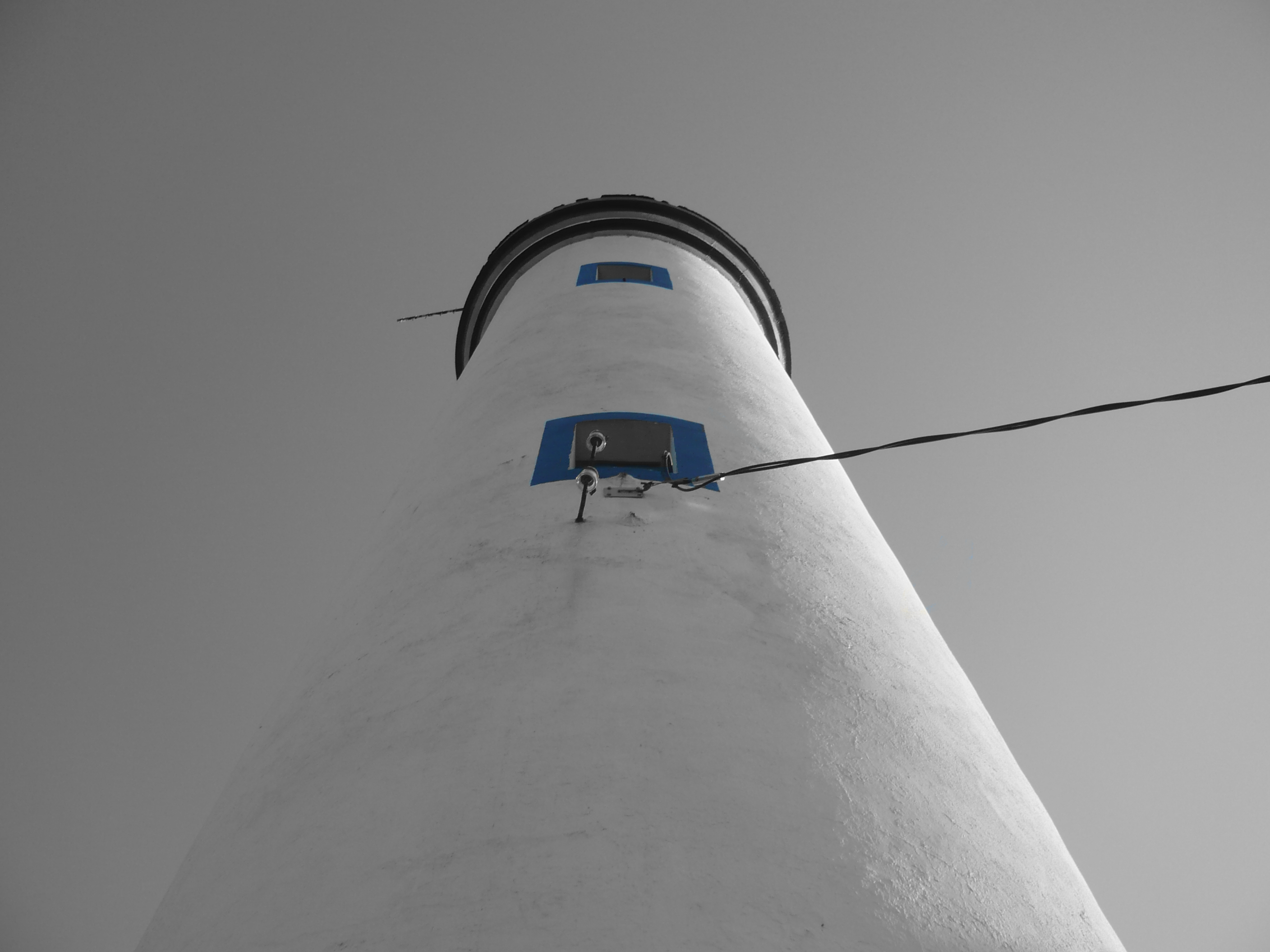
Imagen retocada con GIMP 2.8

### Gimpshop
Gimpshop fue una modificación de GIMP con una interfaz (ventanas, posición de los comandos en los menús, terminología, etc.) para hacerlo más parecido al Adobe Photoshop. La última versión es la 2.8.0 y está basada en la versión 2.8.0 de GIMP.

### Gimphoto
GimPhoto es otra modificación de GIMP cuya interfaz ha sido retocada para parecerse al Adobe Photoshop. La última versión es la 1.4.3 y está basada en la versión 2.4.3 de GIMP.

### Seashore
Seashore es un programa basado en GIMP diseñado para el sistema operativo Mac OS, que utiliza de forma nativa la interfaz Cocoa de OS X. Este programa en la actualidad (diciembre de 2008) se encuentra en la versión 0.1.9 e incluye por el momento solamente un conjunto limitado de los filtros disponibles en GIMP. 
Posee actualmente los elementos básicos del GIMP: Herramientas de selección rectangular, elíptica, lazo; herramientas de color con pincel, brocha, relleno, texto, goma de borrar, selector de color, gradientes, difumino, clonado, zoom. Utiliza capas como el gimp, con las mismas posibilidades de mezcla solapamiento y juegos de opacidad y transparencia entre ellas.
Posee una gestión del color (incluyendo la posibilidad de uso del CMYK) mucho más integrada en Mac OS que GIMP, ya que Seashore se comunica directamente con el Coloursync, mientras que Gimp utiliza la comunicación con el sistema operativo mediante el entorno gráfico intermedio de ventanas X11. 
Seashore escribe los ficheros en el formato del Gimp, el xcf, y también en jpeg, jpeg2000, gif, png y tiff. Es capaz de leer adicionalmente los ficheros pdf, ps. Es más rápido y ligero que el GIMP por su mayor integración en el sistema operativo y sus menores capacidades.
Tiene versiones en varios idiomas, incluido el español, su desarrollador principal considera que la fase temprana de desarrollo en la que se encuentra hace que la traducción requiera todavía muchos cambios.
Seashore puede ser utilizado para tareas sencillas que no requieran filtros avanzados, y es atractivo para los adeptos de la interfaz de usuario de Mac por su buena integración con él, cuando necesitan mezclar diferentes imágenes mediante el uso de capas.
No posee herramientas avanzadas del Gimp como el clonado en perspectiva, el escalado como herramienta (aunque puede escalar con su propio menú), rotación, y otras herramientas. Seashore no dispone de la posibilidad de utilizar rutas y máscaras.

### CinePaint
CinePaint, anteriormente conocido como Film Gimp, es una modificación de GIMP que añade soporte para 16 bits de profundidad por canal de color, en total 48 bits por pixel, posee un gestor de fotogramas y otras mejoras, y que es utilizado en la industria cinematográfica.